# Charles Ainslie Barry
Charles Ainslie Barry   (Londres, 10 de juny de 1830 - Londres, 21 de març de 1915) fou un organista i musicògraf britànic.

## Biografia
Va estudiar amb Thomas Attwood Walmisley i després a la Hochschule für Musik und Tanz Köln.També va estudiar a l'Escola superior de música i de teatre Felix Mendelssohn Bartholdy de Leipzig amb Ignaz Moscheles, Louis Plaidy i Hans Richter.
Després del seu retorn a Gran Bretanya, va escriure per a diverses revistes musicals i va ser editor en cap del Monthly Musical Record de 1875 a 1879.. En particular, va escriure les notes del programa dels concerts dirigits per Hans Richter a Anglaterra..
Va escriure una monografia de Liszt (1868) i diverses peces de música, entre les quals destaquen alguns lieder i una Festmarche.